# Fumino il pilotino
Fumino il pilotino (The New Adventures of Little Toot) è un film d'animazione del 1992 diretto da Doug Parker. È ispirato al personaggio della letteratura per bambini Little Toot.

## Trama
In una nave durante una tempesta due giovani cuccioli (Andrea e Tina) furono dispersi nel mare e quando riuscirono a salvarsi decisero di intraprendere un viaggio insieme alla giovane nave Pilotina di nome Fumino ed aiutati dal pellicano Siro e dal Delfino Echo, riusciranno a ricongiungersi con il padre, il Capitano Canebardo (che li aveva persi sulla sua nave durante la bufera).